# Ley de brujería de 1735
La Ley de Brujería fue una ley aprobada por el Parlamento del Reino de Gran Bretaña en 1735 que tipificaba como delito que una persona proclamase que alguien tuviera poderes mágicos o practicase la brujería. La ley abolió la caza y las ejecuciones de brujas en Gran Bretaña. La pena máxima establecida para este delito era de un año de prisión.
De esta manera, marcó el punto final de los juicios sobre brujería en la época moderna temprana en Gran Bretaña y el comienzo de la "historia legal moderna de la brujería" y derogaba las anteriores leyes sobre brujería que  se basaban en la creencia extendida de la existencia genuina de la magia y la brujería.
La ley fue una vuelta a la visión de la Iglesia medieval: que la brujería, la hechicería y la magia eran ilusorias, tomando como ofensa no la práctica de la supuesta de brujería sino al hecho de creer en su existencia. La ley reflejó la tendencia general en Europa, donde después de un pico máximo de juicios de brujería a mediados del siglo XVII y una serie de casos tardíos a finales del siglo XVII, los juicios de brujas disminuyeron rápidamente después de 1700. La última persona ejecutada por brujería en Gran Bretaña fue Janet Horne en 1727.